# Himalrandia
Himalrandia är ett släkte av måreväxter. Himalrandia ingår i familjen måreväxter.
Kladogram enligt Catalogue of Life:
| Himalrandia | \| \| Himalrandia lichiangensis \| \| \| \| \| \| Himalrandia tetrasperma \| \| \| \| |
|             | \| \| Himalrandia lichiangensis \| \| \| \| \| \| Himalrandia tetrasperma \| \| \| \| |
|             | Himalrandia lichiangensis                                                             |
|             |                                                                                       |
|             | Himalrandia tetrasperma                                                               |
|             |                                                                                       |